# Mämmi
Mämmi (tiếng Phần Lan: [ˈmæmːi], tiếng Thụy Điển: memma) là một món ăn cổ truyền của người Phần Lan, thường được dùng vào những ngày áp lễ cũng như sau lễ Phục sinh.
Theo truyền thống, món mämmi được làm từ bột lúa mạch đen, nước, muối, lúa mạch đen ủ mạch nha xay nghiền, và vỏ cam đắng xay nghiền. Hỗn hợp trên được để ủ cho ra chất ngọt tự nhiên rồi đem đi nướng cho tới khi đặc lại. Lúc này màu sắc và hương vị của món ăn đã đạt đến độ chín nhờ phản ứng Maillard. Sau khi nướng, món mämmi được đem đi làm mát trong tủ lạnh khoảng 3 đến 4 ngày trước khi thưởng thức. Khác với món mämmi cổ truyền được ủ cho ra chất ngọt cách tự nhiên, món mämmi được sản xuất với mục đích thương mại thường được tạo mùi vị bằng mật rỉ đường. Món mämmi cổ truyền thì có vị ngọt ngào, thơm và chỉ chứa tối đa là 2% đường; trong khi đó món mämmi được sản xuất với mục đích thương mại thì chứa lên tới 20% là đường và do đó có huơng vị rất khác biệt. Món mämmi có tới 10% là protein và khá giàu nguyên tố vi lượng.
Thời xưa, người ta thường bảo quản mämmi trong một loại hộp được đan hay xếp bằng vỏ cây bạch dương, gọi là tuokkonen (tiếng Phần Lan) hay rove (tiếng Thụy Điển). Ngày nay thì các nhà sản xuất mämmi cố gắng bắt chước hình dáng của chiếc hộp này khi thiết kế hộp đựng sản phẩm.